# Lysimachia venosa
Lysimachia venosa är en viveväxtart som först beskrevs av Heinrich Wawra, och fick sitt nu gällande namn av St. John. Lysimachia venosa ingår i släktet lysingar, och familjen viveväxter. Inga underarter finns listade i Catalogue of Life.